# فیورنتسو مانی
فیورنتسو مانی (۷ دسامبر ۱۹۲۰–۱۹ اکتبر ۲۰۱۲) رکابزن ایتالیایی بود که در رشتهٔ دوچرخه‌سواری جاده فعالیت می‌کرد. او توانست سه بار در سال‌های ۱۹۴۸، ۱۹۵۱ و ۱۹۵۵ برندهٔ جیرو دیتالیا شود.

## زندگی‌نامه

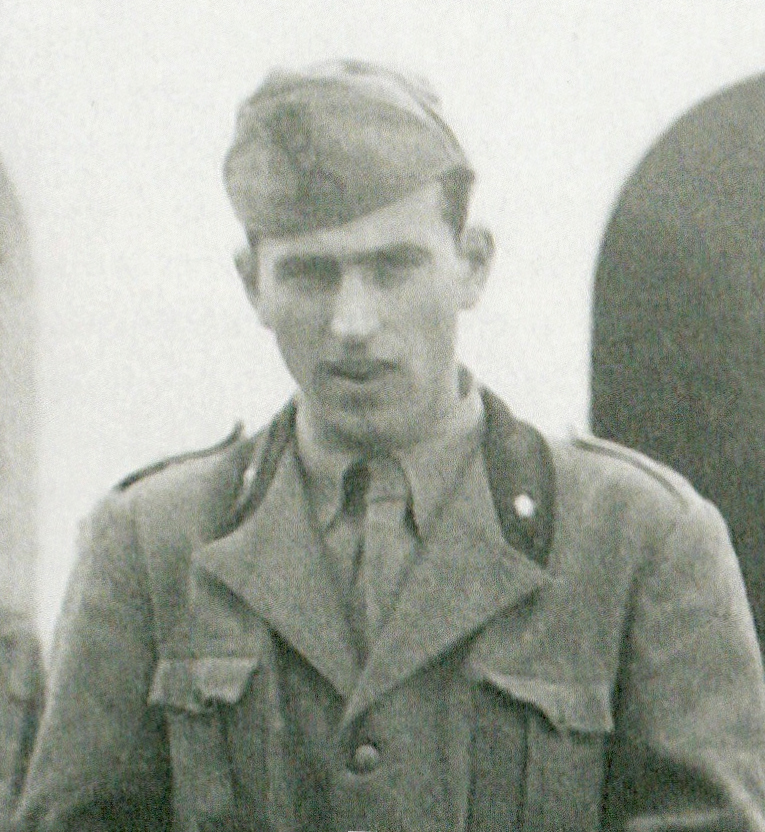
مانی در سال ۱۹۴۳

والدین فیورنتسو، جوسپه مانی و جولیا کاچولی بودند و او یک خواهر بزرگتر به نام فیورنتسا داشت. رقابت‌های دوچرخه‌سواری را در سال ۱۹۳۶ و پنهان از والدین خود آغاز کرد. پس از این که خبر موفقیت‌های اولیهٔ او به گوش نزدیکان و والدینش رسید، پدر و مادرش به او اجازه دادند که به حضور در مسابقات دوچرخه‌سواری ادامه دهد. مانی پس از مرگ پدرش در دسامبر ۱۹۳۷ مدرسه را ترک کرد تا شغل پدرش را ادامه دهد و درآمدی برای خانواده‌اش فراهم کند؛ در حالی که همچنان به دوچرخه‌سواری ادامه می‌داد.
در ۱۰ ژوئن ۱۹۴۰ مانی به یگان نوزدهم در فلورانس فراخوانده و به آفریقا اعزام شد؛ ولی کشتی که قرار بود او را منتقل کند، غرق شد و مانی به رم فرستاده شد. او تا سال ۱۹۴۳ در آنجا خدمت کرد و دوباره به فلورانس بازگشت. در سال بعد، وارد گروه داوطلبان شبه‌نظامی شد. واحد او در یک درگیری با پارتیزان‌های کالنتزانو وارد شد؛ ولی مانی هنگامی به محل درگیری رسید که نبرد خاتمه یافته‌بود.
در ۵ نوامبر ۱۹۴۷ مانی با لیلیانا کالو ازدواج کرد. آنان دو دختر به نام‌های تیتسیانا و بئاتریچه داشتند. در سال ۱۹۵۳ به فروش خودروهای لانچیا مشغول شد. در سال ۱۹۸۰ معامله‌گر رسمی اوپل و چند شرکت آسیایی شد. در دههٔ ۱۹۸۰ درگیر تجارت محصولات نفتی با جورجو آلبانی شد. او در سال ۲۰۰۹ فعالیت‌های تجاری خود را متوقف کرد. مانی در ۱۹ اکتبر ۲۰۱۲ در مونتزا (که از سال ۱۹۷۵ در آنجا زندگی می‌کرد) درگذشت.

## فعالیت حرفه‌ای دوچرخه‌سواری

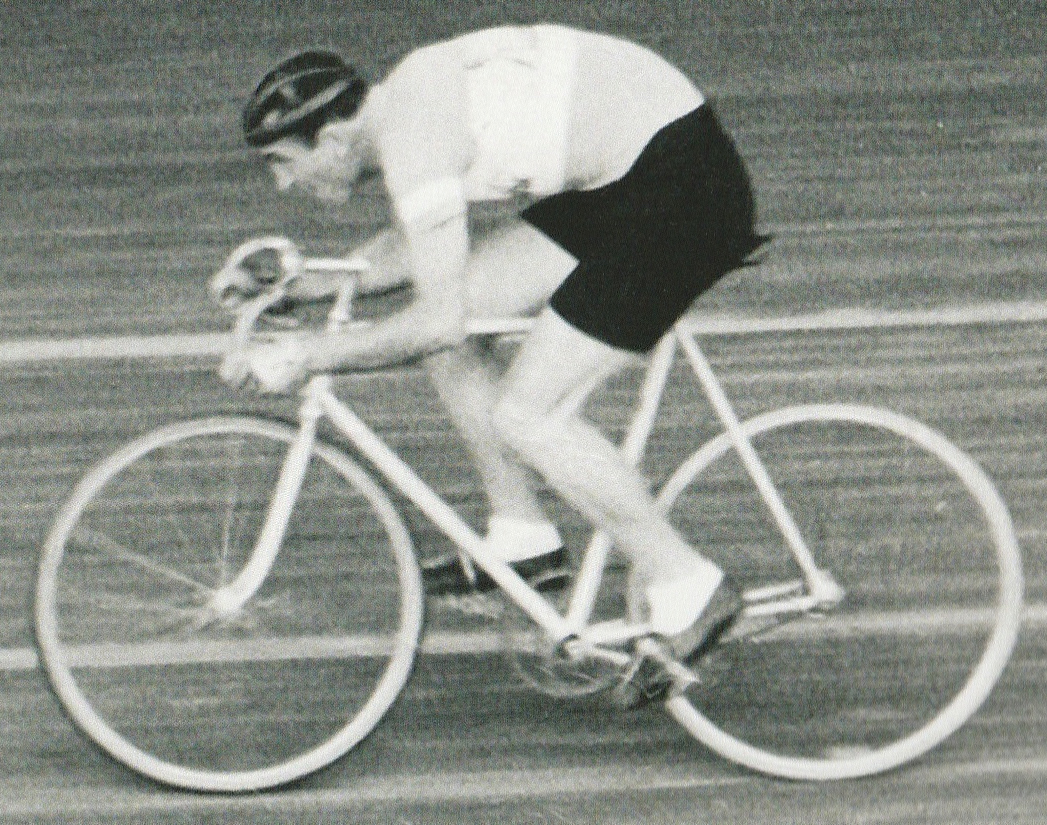
مانی در حال شکستن رکورد جهانی ۱۰۰ کیلومتر در پیست ویگورلی در ۷ نوامبر ۱۹۴۲

در دوران جنگ، مانی در جاده و پیست فعالیت می‌کرد؛ ولی پس از آن تمرکز خود را بر مسابقات جاده گذاشت. او «نفر سوم» دوران طلایی دوچرخه‌سواری ایتالیا در دوران رقابت میان فائوستو کوپی و جینو بارتالی بود. درخشان‌ترین عملکرد او، سه پیروزی در جیرو دیتالیا در سال‌های ۱۹۴۸، ۱۹۵۱ و ۱۹۵۵ و سه پیروزی متوالی در تور فلاندر در سال‌های ۱۹۴۹ تا ۱۹۵۱ بود.
مانی در مسابقه دادن در شرایط هوایی خاص از جمله روزهای سرد، بادی، بارانی یا برفی مهارت داشت. هر سه پیروزی او در تور فلاندر در هوای سرد و نامساعد به دست آمد. او در سال‌های ۱۹۴۹ تا ۱۹۵۳ در تور دو فرانس شرکت کرد و در هر دوره، دست‌کم در یک مرحله پیروز شد. در مرحلهٔ دوازدهم تور دو فرانس ۱۹۵۰، هنگامی که مانی پیراهن طلایی را بر تن داشت، او و سایر رکابزنان ایتالیایی توسط بارتالی وادار به کناره‌گیری شدند؛ زیرا بارتالی توسط چند هوادار فرانسوی تهدید شده‌بود.

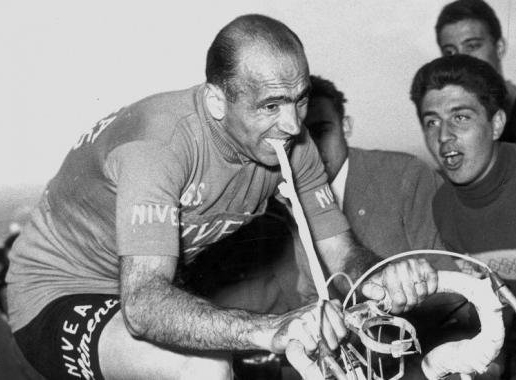
مانی در جیرو دیتالیای ۱۹۵۶

در مرحلهٔ ۱۲ جیرو دیتالیای ۱۹۵۶ ترقوهٔ مانی شکست. ولی او با بستن شانه‌اش با یک باند پلاستیکی به مسابقه ادامه داد و جیرو را بر سکوی دوم به پایان رساند. برای جبران ناتوانی خود در وارد کردن نیرو به بازوی چپش، یک تیوپ لاستیکی را که به دستهٔ دوچرخه بسته شده‌بود، با دندان نگه می‌داشت. مانی که به دلیل مصدومیت نمی‌توانست با دست چپ خود ترمز کند و دوچرخه را هدایت کند، دوباره در یک سرپایینی در مرحلهٔ ۱۶ تصادف کرد. این تصادف منجر به شکستگی استخوان بازوی او شد. مانی از شدت درد، بی‌هوش شد و توسط آمبولانس در حال انتقال به بیمارستان بود؛ ولی هنگامی که به هوش آمد، آمبولانس را متوقف کرد و به مسابقه ادامه داد و توانست در گروه اصلی به خط پایان برسد.

## نتایج در گرند تورها
| گرند تور       | ۱۹۴۷ | ۱۹۴۸ | ۱۹۴۹   | ۱۹۵۰   | ۱۹۵۱ | ۱۹۵۲ | ۱۹۵۳ | ۱۹۵۴ | ۱۹۵۵ | ۱۹۵۶ |
| -------------- | ---- | ---- | ------ | ------ | ---- | ---- | ---- | ---- | ---- | ---- |
| جیرو دیتالیا   | ۹    | ۱    | ناتمام | ۶      | ۱    | ۲    | ۹    | ۶    | ۱    | ۲    |
| تور دو فرانس   | —    | —    | ۶      | ناتمام | ۷    | ۶    | ۱۵   | —    | —    | —    |
| ووئلتا اسپانیا | —    | —    | —      | —      | —    | —    | —    | —    | ۱۳   | —    |